# 眼鏡蛇高爾夫
眼鏡蛇高爾夫，1973年成立，總部設於美國加利福尼亚州卡尔斯巴德，是Puma旗下的高爾夫球具品牌。

## 歷史
- 1973年，由高爾夫球桿設計師及前澳洲業餘球員Thomas L. Crow成立。
- 1975年，設計出世上第一支混合桿（英语：Hybrid (golf)）。
- 1985年，成為第一間使用碳纖維桿柄（英语：Shaft (golf)）的美國高爾夫球具生產商。
- 1991年，與格雷格·諾曼簽訂代言人合約，並邀請諾曼一同研製鍛造鐵桿（英语：Iron (golf)）[1]。
- 1992年，推出第一套超大號鐵桿。
- 1994年，眼鏡蛇王（King Cobra）系列的超大號鐵桿成為性能指標，並且成為當時最暢銷的鐵桿。
- 1996年，公司被財富品牌（英语：Fortune Brands）以7億美元收購，並合併至其子公司高仕利公司旗下。
- 2010年，Puma從財富品牌手中購入眼鏡蛇高爾夫100%的股份[2]。

## 代言人
眼鏡蛇高爾夫的代言人或贊助球員包括：
- 格雷格·諾曼[3]
- 里奇·福勒
- 阿爾瓦羅·奎羅斯
- 萊克西·湯普森
- 布萊爾·奧尼爾
- 卡莉·布斯（英语：Carly Booth）[4]